# Love the world
「love the world」是日本流行電音組合Perfume第七張單曲。於2008年7月9日發行。唱片公司為Tokuma Japan Communications。

## 解説
- 距離前作「Baby cruising Love / マカロニ」大約半年時間的單曲，與前作一樣以「LOVE」為主題的戀愛故事。
- 這張單曲首次收錄了c/w曲的混音版本（edge -extended mix-）。
- B面曲「edge」中說著「1234」的聲音，其實是製作這張單曲的中田康貴自己的聲音。
- 初回限定盘封面中三人的動作取材于日本的「三猿」，分別表示著「勿視·勿言·勿聽」。
- 「love the world」的PV導演由關和亮擔當，同時製作了黑白和彩色版本，雖然當初只採用了黑白的版本，但其後在使用此曲為廣告曲的夏普手機廣告中，也能看到小部份彩色版本的PV。
- 「edge」雖然是一首關於愛情的歌，曲中卻有不少關於死亡的歌詞。如「誰だっていつかは死んでしまうでしょ（任何人總有一天都會離開這人世間）」、「ぶつけて　see new world（see new world在日文是指死亡、逝世）」，有人推論本曲主旨為:「人生苦短，有愛情就不要輕易放下」。而且這首歌在專輯中，收錄了重新混音的版本（extended mix）。
- 單曲取得了ORICON單曲榜週榜冠軍，是首次有電子音樂相關團體登上第一位[1]，亦是Perfume首張冠軍單曲。對上一次有Hello! Project以外的女性組合獲得第一位，已經是1998年SPEED的「ALL MY TRUE LOVE」。

## 收錄曲

### CD
| 曲序     | 曲目                                                        | 时长  |
| -------- | ----------------------------------------------------------- | ----- |
| 1.       | love the world（SHARP「au(KDDI) CDMA 1X WIN W62SH」廣告歌） | 4:35  |
| 2.       | edge（KOSE「Fasio」廣告歌）                                 | 6:31  |
| 3.       | love the world -original instrumental-                      | 4:35  |
| 4.       | edge -extended mix-                                         | 8:41  |
| 总时长： | 总时长：                                                    | 24:23 |

### DVD（初回限定盘）
1. 'love the world' music clip

## 外部連結
- YouTube上的Perfume 「love the world」